# Barbosella spiritu-sanctensis
Barbosella spiritu-sanctensis är en orkidéart som först beskrevs av Guido Frederico João Pabst, och fick sitt nu gällande namn av Fábio de Barros och Antonio Luiz Vieira Toscano. Barbosella spiritu-sanctensis ingår i släktet Barbosella och familjen orkidéer. Inga underarter finns listade i Catalogue of Life.